# Ласк (Вайоминг)
Ласк (англ. Lusk, Wyoming) — город, расположенный в округе Найобрэра (штат Вайоминг, США) с населением в 1567 человек по статистическим данным переписи 2010 года. Является административным центром округа Найобрэра.

## История
Город был основан в июне 1886 года при прокладке железнодорожной магистрали Wyoming Central Railway и получил своё название в честь вайомингского ранчера и одного из основных акционеров транспортной компании Фрэнка С. Ласка (1857—1930).

## Демография
По данным переписи населения 2000 года в Ласке проживало 1447 человек, 381 семья, насчитывалось 611 домашних хозяйств и 782 жилых дома. Средняя плотность населения составляла около 279 человек на один квадратный километр. Расовый состав Ласка по данным переписи распределился следующим образом: 97,86 % белых, 0,21 % — чёрных или афроамериканцев, 0,62 % — коренных американцев, 0,14 % — азиатов, 0,76 % — представителей смешанных рас, 0,41 % — других народностей. Испаноговорящие составили 1,59 % от всех жителей города.
Из 611 домашних хозяйств в 27,0 % — воспитывали детей в возрасте до 18 лет, 50,7 % представляли собой совместно проживающие супружеские пары, в 8,0 % семей женщины проживали без мужей, 37,5 % не имели семей. 35,0 % от общего числа семей на момент переписи жили самостоятельно, при этом 17,0 % составили одинокие пожилые люди в возрасте 65 лет и старше. Средний размер домашнего хозяйства составил 2,20 человек, а средний размер семьи — 2,84 человек.
Население города по возрастному диапазону по данным переписи 2000 года распределилось следующим образом: 22,4 % — жители младше 18 лет, 7,7 % — между 18 и 24 годами, 26,5 % — от 25 до 44 лет, 24,1 % — от 45 до 64 лет и 19,2 % — в возрасте 65 лет и старше. Средний возраст жителей составил 42 года. На каждые 100 женщин в Ласке приходилось 82,5 мужчин, при этом на каждые сто женщин 18 лет и старше приходилось 74,7 мужчин также старше 18 лет.
Средний доход на одно домашнее хозяйство в городе составил 29 760 долларов США, а средний доход на одну семью — 37 583 доллара. При этом мужчины имели средний доход в 28 333 доллара США в год против 17 188 долларов среднегодового дохода у женщин. Доход на душу населения в городе составил 15 847 долларов в год. 9,2 % от всего числа семей в округе и 14,2 % от всей численности населения находилось на момент переписи населения за чертой бедности, при этом 22,7 % из них были моложе 18 лет и 13,1 % — в возрасте 65 лет и старше.

## География
По данным Бюро переписи населения США город Ласк имеет общую площадь в 5,18 квадратных километров, водных ресурсов в черте населённого пункта не имеется.
Город Ласк расположен на высоте 1530 метров над уровнем моря.
| Показатель              | Янв.  | Фев. | Март | Апр. | Май  | Июнь | Июль | Авг. | Сен. | Окт. | Нояб. | Дек.  | Год   |
| ----------------------- | ----- | ---- | ---- | ---- | ---- | ---- | ---- | ---- | ---- | ---- | ----- | ----- | ----- |
| Средний максимум, °C    | 1,1   | 3,3  | 7,8  | 12,8 | 18,3 | 24,4 | 28,3 | 28,3 | 22,8 | 15,6 | 6,1   | 2,2   | 14,4  |
| Средняя температура, °C | −5,6  | −3,3 | 0,6  | 5,6  | 10,6 | 16,1 | 20   | 19,4 | 13,9 | 7,2  | −0,6  | −5    | 6,7   |
| Средний минимум, °C     | −12,2 | −10  | −6,1 | −1,7 | 3,3  | 8,3  | 11,7 | 10,6 | 5    | −1,1 | −7,2  | −11,7 | −1,1  |
| Норма осадков, мм       | 15    | 15,7 | 31,2 | 57,1 | 69,6 | 51,6 | 49,8 | 25,4 | 32,8 | 32,5 | 19,6  | 16,5  | 416,8 |

## Известные уроженцы и жители
- Томас Уилсон Браун — актёр
- Дик Элсворт — стартовый питчер, играющий в Главной бейсбольной лиге
- Джеймс Гаиюс Уатт — бывший Министр внутренних дел США